# Leichtathletik-Europameisterschaften 1990/100 m der Frauen

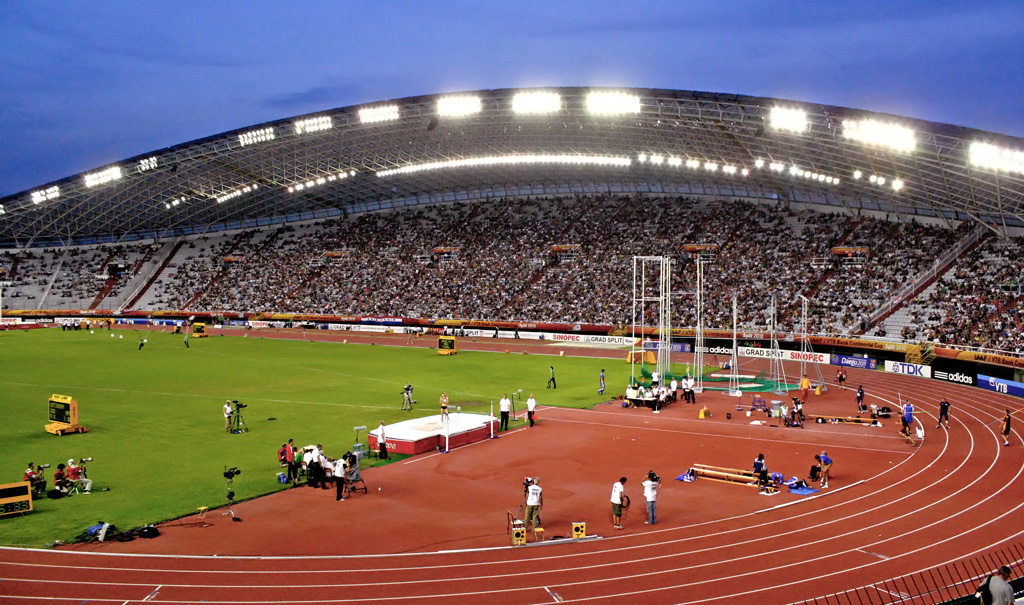
Das Stadion Poljud von Split im Jahr 2010

Der 100-Meter-Lauf der Frauen bei den Leichtathletik-Europameisterschaften 1990 wurde am 27. und 28. August 1990 im Stadion Poljud in Split ausgetragen.
In diesem Wettbewerb gingen alle drei Medaillen an die Sprinterinnen der DDR. Europameisterin wurde Katrin Krabbe. Sie gewann vor Silke Möller, die unter ihrem früheren Namen Silke Gladisch 1987 Weltmeisterin geworden war. Kerstin Behrendt gewann die Bronzemedaille.

## Rekorde

### Bestehende Rekorde
| Weltrekord           | 10,49 s | Florence Griffith-Joyner | Indianapolis, USA                                  | 16. Juli 1988   |
| Europarekord         | 10,81 s | Marlies Göhr             | Ost-Berlin (heute Berlin), DDR (heute Deutschland) | 8. Juni 1983    |
| Meisterschaftsrekord | 10,91 s | Marlies Göhr             | EM Stuttgart, BR Deutschland                       | 27. August 1986 |

### Rekordverbesserung
Europameisterin Katrin Krabbe aus der DDR verbesserte den bestehenden Meisterschaftsrekord im Finale am 28. August bei einem Rückenwind von 1,8 m/s um zwei Hundertstelsekunden auf 10,89 s. Zum Europarekord fehlten ihr acht Hundertstelsekunden, zum Weltrekord vier Zehntelsekunden.

## Legende
Kurze Übersicht zur Bedeutung der Symbolik – so üblicherweise auch in sonstigen Veröffentlichungen verwendet:
| CR  | Championshiprekord             |
| DNS | nicht am Start (did not start) |

## Vorrunde
27. August 1990
Die Vorrunde wurde in drei Läufen durchgeführt. Die ersten vier Athletinnen pro Lauf – hellblau unterlegt – sowie die darüber hinaus vier zeitschnellsten Läuferinnen – hellgrün unterlegt – qualifizierten sich für das Halbfinale.

### Vorlauf 1
Wind: ±0,0 m/s
| Platz | Name              | Nation         | Zeit (s) |
| ----- | ----------------- | -------------- | -------- |
| 1     | Katrin Krabbe     | DDR            | 11,07    |
| 2     | Ulrike Sarvari    | BR Deutschland | 11,53    |
| 3     | Beverly Kinch     | Großbritannien | 11,53    |
| 4     | Natalja Kowtun    | Sowjetunion    | 11,56    |
| 5     | Magalie Simioneck | Frankreich     | 11,60    |
| 6     | Cristina Castro   | Spanien        | 11,60    |
| 7     | Sanna Kyllönen    | Finnland       | 11,86    |

### Vorlauf 2
Wind: −1,0 m/s
| Platz | Name                      | Nation         | Zeit (s) |
| ----- | ------------------------- | -------------- | -------- |
| 1     | Laurence Bily             | Frankreich     | 11,31    |
| 2     | Kerstin Behrendt          | DDR            | 11,45    |
| 3     | Nadeschda Roschtschupkina | Sowjetunion    | 11,50    |
| 4     | Paraskevi Patoulidou      | Griechenland   | 11,68    |
| 5     | Paula Thomas              | Großbritannien | 11,71    |
| 6     | Sabine Richter            | BR Deutschland | 11,84    |
| 7     | Joanna Smolarek           | Polen          | 11,97    |

### Vorlauf 3
Wind: +0,1 m/s
| Platz | Name              | Nation         | Zeit (s) |
| ----- | ----------------- | -------------- | -------- |
| 1     | Silke Möller      | DDR            | 11,46    |
| 2     | Sisko Hanhijoki   | Finnland       | 11,51    |
| 3     | Irina Sergejewa   | Sowjetunion    | 11,51    |
| 4     | Odiah Sidibé      | Frankreich     | 11,58    |
| 5     | Stephanie Douglas | Großbritannien | 11,63    |
| 6     | Lucrécia Jardim   | Portugal       | 11,73    |

## Halbfinale
28. August 1990
Wind: ±0,0 m/s
In den beiden Halbfinalläufen qualifizierten sich die jeweils ersten vier Athletinnen – hellblau unterlegt – für das Finale.

### Lauf 1
| Platz | Name                      | Nation         | Zeit (s) |
| ----- | ------------------------- | -------------- | -------- |
| 1     | Katrin Krabbe             | DDR            | 11,11    |
| 2     | Kerstin Behrendt          | DDR            | 11,40    |
| 3     | Nadeschda Roschtschupkina | Sowjetunion    | 11,44    |
| 4     | Ulrike Sarvari            | BR Deutschland | 11,48    |
| 5     | Paula Thomas              | Großbritannien | 11,57    |
| 6     | Beverly Kinch             | Großbritannien | 11,59    |
| 7     | Cristina Castro           | Spanien        | 11,61    |
| 8     | Magalie Simioneck         | Frankreich     | 11,62    |

### Lauf 2
Wind: +0,3 m/s
| Platz | Name                 | Nation         | Zeit (s) |
| ----- | -------------------- | -------------- | -------- |
| 1     | Silke Möller         | DDR            | 11,39    |
| 2     | Odiah Sidibé         | Frankreich     | 11,50    |
| 3     | Irina Sergejewa      | Sowjetunion    | 11,54    |
| 4     | Stephanie Douglas    | Großbritannien | 11,54    |
| 5     | Sisko Hanhijoki      | Finnland       | 11,54    |
| 6     | Paraskevi Patoulidou | Griechenland   | 11,62    |
| 7     | Natalja Kowtun       | Sowjetunion    | 11,69    |
| DNF   | Laurence Bily        | Frankreich     |          |

## Finale

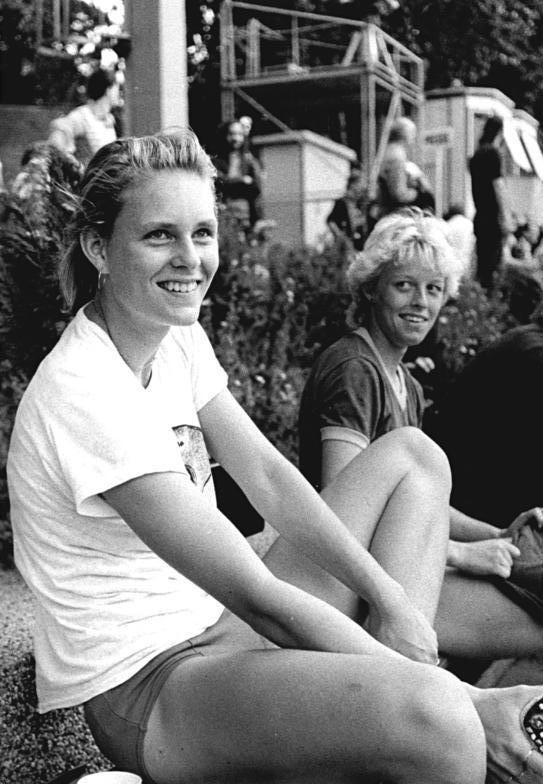
Europameisterin Katrin Krabbe gewann in den nächsten Tagen noch zweimal Gold: über 200 Meter und mit der Sprintstaffel
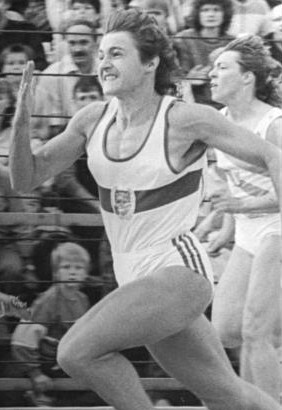
Silber für Silke Möller, die als Silke Gladisch bei den letzten Weltmeisterschaften beide Sprintstrecken gewonnen hatte
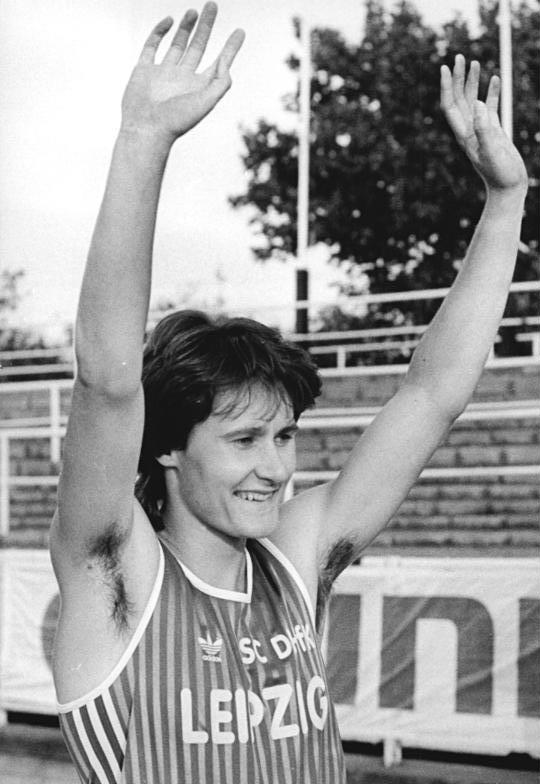
Bronzemedaillengewinnerin Kerstin Behrendt

28. August 1990
Wind: +1,8 m/s
| Platz | Name                      | Nation         | Zeit (s) |
| ----- | ------------------------- | -------------- | -------- |
| 1     | Katrin Krabbe             | DDR            | 10,89 CR |
| 2     | Silke Möller              | DDR            | 11,10    |
| 3     | Kerstin Behrendt          | DDR            | 11,17    |
| 4     | Nadeschda Roschtschupkina | Sowjetunion    | 11,26    |
| 5     | Odiah Sidibé              | Frankreich     | 11,40    |
| 6     | Irina Sergejewa           | Sowjetunion    | 11,40    |
| 7     | Ulrike Sarvari            | BR Deutschland | 11,41    |
| 8     | Stephanie Douglas         | Großbritannien | 11,46    |

## Videolink
- 1990 European Athletics Championships Women's 100m final, www.youtube.com, abgerufen am 24. Dezember 2022